# Девушка моего брата
«Девушка моего брата» (фр. La femme de mon frère) — комедийная драма, срежиссированная Монией Шокри, и впервые представленная в программе «Особый взгляд» 72-го Каннского кинофестиваля 15 мая 2019 года. Фильм также был представлен в основной программе Мотовунского кинофестиваля и секции «Voilà!» «Гамбургского кинофестиваля».
Для Шокри картина стала второй режиссёрской работой после короткометражного фильма «Необычный человек» (фр. Quelqu'un d'extraordinaire), вышедшего в 2013 году, и первым выпущенным ею полнометражным фильмом. В коммерческий прокат фильм впервые вышел 7 июня 2019 года в Канаде.

## Сюжет
Сюжет фильма посвящён жизни Софии (Анна-Элизабет Боссе), безработной выпускницы университета, живущей со своим братом Каримом (Патрик Ивон). София вынуждена пересмотреть свою жизнь, после того как её брат, с которым у неё всегда были очень близкие и созависимые отношения, влюбляется в своего гинеколога Элоизу (Эвелин Брошу).

## В ролях
- Анна-Элизабет Боссе[англ.] — София
- Эвелин Брошу — Элоиза
- Мишелин Бернар[фр.] — Люси
- Магали Лепин-Блондо[фр.] — Анабелль
- Сассон Габай — Ишем
- Нильс Шнайдер — Алекс
- Патрик Ивон[англ.] — Карим
- Кимберли Лаферрьер — Джулия
- Милен Маккей[англ.] — Эмили
- Жослин Зукко — Жизель
- Мари Брассар[фр.] — Лиз
- Ноа Паркер — Стив Кэрон
- Кармен Сильвестр — Франсин
- Поль Савой[фр.] — Поль
- Мани Солейманлу[фр.] — Жасмин
- Амели Даллер — Мирей
- Морис де Киндер — Жиль Сен-Жак

## Награды и номинации
| 2019 | 72-й Каннский кинофестиваль | Золотая камера            | Номинация |
| 2019 | 72-й Каннский кинофестиваль | Prix Coup de cœur du jury | Победа    |
| 2019 | 72-й Каннский кинофестиваль | Особый взгляд             | Номинация |